# Diocesi di Seleuciana
La diocesi di Seleuciana (in latino Dioecesis Seleucianensis) è una sede soppressa e sede titolare della Chiesa cattolica.

## Storia
Seleuciana, nell'odierna Algeria, è un'antica sede episcopale della provincia romana di Numidia.
Sono tre i vescovi documentati di questa diocesi. Alla conferenza di Cartagine del 411, che vide riuniti assieme i vescovi cattolici e donatisti dell'Africa romana, presero parte il cattolico Terenzio e il donatista Messiano. Il nome di Terenzio, senza indicazione della sede di appartenenza, è presente anche negli atti del concilio antipelagiano celebrato a Milevi nel 416 e tra le sottoscrizioni della lettera sinodale del concilio di Cartagine del 425 inviata a papa Celestino I; probabilmente si tratta dello stesso vescovo di Seleuciana.
Terzo vescovo noto è Proficio, il cui nome figura al 116º posto nella lista dei vescovi della Numidia convocati a Cartagine dal re vandalo Unerico nel 484; Proficio era già deceduto all'epoca della redazione di questa lista.
Dal 1933 Seleuciana è annoverata tra le sedi vescovili titolari della Chiesa cattolica; dall'11 giugno 2016 il vescovo titolare è Marek Forgáč, vescovo ausiliare di Košice.

## Cronotassi

### Vescovi
- Terenzio † (menzionato nel 411)
  - Messiano † (menzionato nel 411) (vescovo donatista)
- Proficio † (prima del 484)

### Vescovi titolari
- Giovanni Bianchi † (22 giugno 1964 - 27 giugno 1977 nominato vescovo di Pescia)
- Gonzalo López Marañón, O.C.D. † (2 luglio 1984 - 7 maggio 2016 deceduto)
- Marek Forgáč, dall'11 giugno 2016